# Mahen
Mahen ou Main (IXe siècle) ecclésiastique breton qui fut évêque de Dol en 878.   

## Contexte
Le 5 septembre 878 après le concile de Troyes le pape Jean VIII adresse une lettre à « Mahen et à tous les évêques bretons  » dans laquelle il leur fait part de son émotion d'avoir appris par l’archevêque de Tours Alard (875-890) que lui et d'autres évêques n'avaient pas été consacrés régulièrement par leur métropolitain après l’expulsion des évêques légitimes.  En s'adressant ainsi à Mahen le souverain pontife lui reconnaissait de facto une sorte de prééminence sur les autres évêques bretons.    

## Sources
- Arthur de La Borderie et Barthélemy-Ambroise-Marie Pocquet du Haut-Jussé Histoire de la Bretagne en VI tomes réédition Joseph Floch Mayenne (1975) Tome II p. 272.
- (la) Jean-Barthélemy Hauréau, Gallia Christiana, vol. XIV Provincia Turonensi, Paris, Firmin-Didot, 1856, p. 1043-1044, Ecclesia Dolensis, Episcopi Dolensesː XIV Mahenus I